# Asociación Española de Mujeres Universitarias
L'Asociación de Mujeres Universitarias (AEMU), és una associació íntegrament femenina que neix el 1920, encara que en un primer moment va rebre el nom de Juventud Universitaria Femenina (JUF). En la primera Junta hi havia María de Maeztu com a presidenta, que ja havia fundat el 1915 la coneguda Residencia de Señoritas, amb l'ajuda de la Junta d'Ampliació d'Estudis.

## Història
El 1920 a Espanya hi havia unes 345 dones matriculades a la Universitat, de les quals, més d'un 30%, al voltant de 100, eren membres d'aquesta associació.
L'associació inicial, la JUF, es va integrar ràpidament en la Federació Internacional de Dones Universitàries (FIMU), que tenia seu a Londres, motiu pel qual, María de Maeztu va assistir a la I Conferència Internacional que es va realitzar a l'esmentada ciutat, i va presentar un informe que va titular “Educación Superior para Mujeres”.
Malgrat que els temps semblaven més propicis per a la incorporació de la dona als estudis universitaris, l'any 1922, quan es va dur a terme la II Conferència Internacional a París, l'informe de María de Maeztu no presentava millores, sinó que més aviat posava en relleu un empitjorament de la situació.
El 1928 va tenir lloc la XII Conferència, que es va organitzar a Espanya, que en aquest moment ja comptava amb gairebé 1700 dones matriculades a la Universitat.
Els objectius de l'associació consistien en la defensa dels drets de les dones per accedir als estudis universitaris i un canvi en la llei que evités les discriminacions existents que impedien una incorporació femenina a l'educació superior en igualtat de condicions que els homes.
Entre els anys 1929 i 1936 la JUF es va anar comprometent a poc a poc, amb problemes que transcendien la lluita igualitària en l'àmbit de l'educació, i abastaven més problemes polítics i socials de les dones. Aquest canvi d'actitud i objectius podien tenir relació, d'una banda, amb la situació que es vivia en aquest moment a Espanya i per un altre, amb el canvi de presidenta, que en aquest moment era Clara Campoamor.
L'esclat de la Guerra Civil va suposar la parada total del projecte associatiu inicial, i encara que l'any 1953 es va tractar de reiniciar el moviment, amb el nou nom d'Asociación de Mujeres Universitarias (AEMU), calia tenir molta cura per evitar enfrontaments amb el nou estat de poder.
La Junta Directiva d'aquesta nova associació estava formada, entre altres, per María Teresa Bermejo (la primera presidenta d'aquesta nova etapa), o Justina Ruiz Malaxechevarría, que va contactar amb dones americanes i amb exiliades espanyoles. Així, dos anys després, el 1955, l'associació tenia més de cent associades, entre les quals destaquen: Isabel García Lorca, Pilar Lago Couceiro de Lapesa, Jimena Menéndez Pidal, Dolores Franco, María Teresa Bermejo, Elena Gómez, i Soledad Ortega.
Els objectius de l'associació es mantenien en la defensa del dret de les dones a accedir en igualtat d'oportunitats als estudis universitaris i al seu posterior desenvolupament com a estudiants; i alhora es tractava de crear un ambient d'«enteniment i germanor» amb dones d'altres països, sense deixar de costat seguir defensant una mentalitat més liberal, d'acord amb els inicis de l'associació.
La faceta feminista de l'associació no arrela i s'estén fins als anys 70. Entre 1970 i 1973 es produeixen molts canvis i situacions tibants, degudes en part a una crisi d'identitat de l'associació en veure's molt influïda per corrents feministes i de pensament d'esquerres que començaven a prendre molta més força en la societat espanyola d'aquest moment. La presidència de l'associació requeia en Natacha Seseña, que considerava que era el moment d'obrir l'Associació a les joves universitàries. Quan la presidència recaigué en Jimena Alonso (entre 1973 i 1976) es produí el veritable canvi generacional i el caire feminista quedà totalment arrelat en l'associació.
L'arribada de la democràcia a Espanya i tots els canvis que la societat va sofrir al llarg dels anys 80 del segle xx, suposaren un moment de declivi de l'associació, que no sabé canalitzar els seus objectius en aquesta nova societat, a la qual cosa s'unia una difícil situació econòmica, que portà a la desaparició de l'associació el 1989, sent la seva última presidenta Helena Araluce.